# مسول (يريم)

تعديل مصدري - تعديل

مسول محلة تابعة لقرية عيانة، التابعة لعزلة بني عمر بمديرية يريم إحدى مديريات محافظة إب في الجمهورية اليمنية.، بلغ تعداد سكانها 111 حسب تعداد اليمن لعام 2004.